# Чечено-Інгуська автономна область
Чечено-Інгуська автономна область (Чечено-Інгуська АО) — адміністративно-територіальна одиниця РРФСР, що існувала 15 січня 1934 — 5 грудня 1936.
Адміністративний центр — місто Грозний.

## Історія
Чечено-Інгуська автономна область була утворена 15 січня 1934 в результаті об'єднання Чеченської АО з Інгуською АО в одну автономну область у складі Північно-Кавказького краю.
З прийняттям нової сталінської конституції 5 грудня 1936 Чечено-Інгуська АО перетворена у Чечено-Інгуську АРСР і виділена зі складу Орджонікідзевського краю.

## Адміністративний поділ[2]
В результаті об'єднання Чеченської та Інгуської автономних областей до складу Чечено-Інгуської АО увійшло 16 районів: Ачалуцький (Пседахський) (сел. Середні Ачалуки), Веденський, Галанчозький, Галашкинський, Гудермеський, Ітум-Калинський, Надтеречний (сел. Нижній Наур), Назрановський, Ножай-Юртивський, Петропавлівський, Пригородний (м Орджонікідзе), Сунженський (ст-ця Слепцовська), Урус-Мартановський, Шалінський, Шаро-Чеберлоївський (с. Дай), Шатоївський.
1 серпня 1934 ВЦВК ухвалив «ліквідувати Петропавлівський район, Чечено-Інгуської автономної області, утворити в Чечено-Інгуській автономній області новий Грозненський район з центром у місті Грозний»
23 січня 1935 Шаро-Чеберлоївський район розділений на Шаройський і Чеберлоївський (с. Шаро-Аргун) райони, утворені Ачхой-Мартановський, Курчалоївський, Малгобецький, Пседахський, Саясанівський, Старо-Юртівський райони.
20 квітня 1935 утворено Старо-Атагинський район.
20 червня 1936 центр Пригородного району перенесено з міста Орджонікідзе, що не входив до складу області, в с. Базоркіне.
Таким чином на 20 червня 1936 до складу області входило 1 місто обласного підпорядкування
- Грозний

і 24 райони:
1. Ачалуцький — с. Середні Ачалуки
2. Ачхой-Мартановський — с. Ачхой-Мартан
3. Веденський — с. Ведено
4. Галанчожський — с. Галанчож
5. Галашкинський — с. Галашки
6. Грозненський — м. Грозний
7. Гудермеський — с. Гудермес
8. Ітум-Калинський — с. Ітум-Кале
9. Курчалоївський — с. Курчалой
10. Малгобецький — рп. Малгобек
11. Надтеречний — с. Нижній Наур
12. Назрановський — с. Назрань
13. Ножай-Юртивський — с. Ножай-Юрт
14. Пригородний — с. Базоркіне
15. Пседахський — с. Пседах
16. Саясановський — с. Саясан
17. Старо-Атагинський — с. Старі Атаги
18. Старо-Юртивський — с. Толстой-Юрт Старо-Юрт
19. Сунженський — ст-ця Слепцовська
20. Урус-Мартановський — с. Урус-Мартан
21. Чеберлоївський — с. Шаро-Аргун
22. Шалінський — с. Шалі
23. Шароївський — с. Шарой
24. Шатоївський — с. Шатой

## Ресурси Інтернету
- Административно-территориальное деление РСФСР [Архівовано 26 січня 2012 у Wayback Machine.]
- Административные преобразования в Чеченской Республике
- Краткая историческая справка об административно-территориальном делении Чечено-Ингушетии [Архівовано 12 квітня 2012 у Wayback Machine.]